# Стефан Веркович
Стефан Илич Веркович (на хърватски: Stjepan Ilija Verković), известен и като Антикаджията, е изтъкнат фолклорист, етнограф, нумизмат и археолог от босненско-хърватски произход, видна фигура в борбите за църковно-национална независимост на българите.

## Биография
Роден е в село Угляра, Босненска Посавина, в бедно селско семейство. Рано остава сирак и е отгледан от роднини. Изпратен е да учи във францисканско католическо училище, продължава образованието си във францискански манастир, където приема монашество, учи богословие в епископския лицей в Загреб (1837 – 1843). Но кариерата на католически духовник не успява да го увлече и Веркович напуска монашеството. Още в младежките си години той се увлича от идеите на илиризма и мечтае за обединяване силите на южните славяни в борбата им за освобождение от османско и австрийско владичество. В епископския лицей окончателно прегръща идеята, че всички южни славяни са потомци на древните траки и илири.
През 1843 г. се свързва със сръбското правителство и през следващите години изпълнява тайни мисии в Хърватия, Черна Гора, Косово и Турция. По време на своите обиколки из балканските земи издирва средновековни славянски ръкописи, старинни монети и разни антики, записва народни песни и обичаи. През 1860 година в Белград излиза книгата му „Народни песни на македонските българи“, която е най-ценният му принос в областта на българската фолклористика. Веркович сътрудничи активно на Сръбското дружество за словесност в Белград и през 1863 г. е избран за негов дописен член.
През 1855 г. се заселва в град Сяр, тогава в Османската империя, където подкрепя църковните борби и просветното движение на българите от Източна Македония. Установява и поддържа интензивна кореспонденция с десетки дейци на Българското възраждане, измежду които Стоян Чомаков, Стефан Захариев, Кузман Шапкарев, Йордан Хаджиконстантинов-Джинот, Райко Жинзифов, Константин Държилов, Арсени Костенцев, както и с българските църковни общини в градовете Неврокоп, Солун, Петрич, Струмица, Мелник и други.
През 1862 г. сръбският министър-председател Илия Гарашанин му поставя тайната мисия да съдейства „македонските славяни при разрешаването на Източния въпрос да се считат за славяни, а не гърци“. Оттогава до 1875 г. Веркович редовно изпраща до сръбското правителство секретни доклади за обстановката в българските земи под турска власт. Той искрено вярва в пропагандираната от Белград идея за ролята на Сръбското княжество като защитник и бъдещ обединител на всички южнославянски народи, но никога не става безгласно оръдие на сръбския шовинизъм и открито подкрепя църковно-националните борби на българския народ.
Запленен от романтичните исторически концепции на Георги Раковски, Веркович е убеден, че сред родопските помаци е жива древна песенна и легендарна традиция от предхристиянската епоха, която потвърждава хилядолетното славянско присъствие на Балканския полуостров. Под заглавие „Веда Словена“ публикува през 1874 г. (в Белград) и през 1881 г. (в Санкт Петербург) два тома с народни песни за Орфей и Александър Македонски, за идването на славяните от Индия на Балканите, за славянските богове Сива, Вишну, Огне-бог. Посрещнато с възторг в европейските научни кръгове, родопското откритие постепенно е оспорено поради съмнения, че публикуваните от Веркович песни представляват фалшификация на учителя Иван Гологанов.
През 1877 – 1891 г. живее в Русия, където оскъдицата го подтиква да разпродаде част от своята антикварна сбирка. Много от античните монети в колекцията му се озовават в големи световни сбирки като Кралския монетен кабинет в Копенхаген, в Париж, в Британския музей и в Оксфорд. Там открито се противопоставя на великосръбската и гръцката пропаганда и отстоява истината за българския характер на македонските славяни.
През 1891 г. Веркович идва в България. Заради заслугите си към българския народ получава доживотна пенсия от Шестото обикновено народно събрание. Отчаян от нарастващото недоверие към делото на неговия живот, през 1892 – 1893 г. предприема със съдействието на министър-председателя Стефан Стамболов две пътувания в Западните Родопи (в Чепино и Батак), за да документира и докаже автентичността на доставените му от Гологанов песни. Мисията му обаче претърпява провал. Няколко месеца по-късно Веркович умира в София на 72-годишна възраст.
Негова дъщеря е българската просветна деятелка Марта Шопова.

## Архивът на Веркович
Веркович проявява голямо внимание и грижи за запазването на своя архив. Той е много богат и съдържа изключително ценна информация за българската история през възрожденската епоха. Основната част от него се пази в Научния архив на Българската академия на науките, но има материали запазени и в други архивохранилища в България и чужбина. Фондът в Научния архив на БАН съдържа около 2500 документа. Веркович има многобройни кореспонденти от различни националности. Най-много и с най-широк хронологичен обхват са писмата на българите от Македония. От всички писма във фонда, около 2200 броя, над 1000 произхождат от Македония, като само от Иван Гологанов са 400. През 1969 година екип от Българската академия на науките под редакцията на член-кореспондента Христо Христов, издава обемист том под заглавие „Документи за българското Възраждане от архива на Стефан И. Веркович 1860-1893“. В сборника са включени всички по-важни 508 документа, които се съхраняват в Научния архив на академията.

## Памет
На Стефан Веркович са наречени улици в квартал „Драгалевци“ в София (Карта), а също в Пловдив, Сандански и Гоце Делчев.

## Творби
- 1858 – „Новые славянские находки из Македонии“, Санкт-Петербург (фототипно издание)
- 1860 – „Народне песме македонски бугара“, Белград (фототипно издание)
- 1867 – „Древняя болгарская песня об Орфее“, Москва (фототипно издание)
- 1868 – „Описание быта болгар, населяющих Македонию“, Москва
- 1874 – „Веда Словена“, том 1, Белград (фототипно издание)
- 1881 – „Веда славян“, том 2, Санкт-Петербурт (фототипно издание)
- 1885 – „Седемгодишно страдание на С. И. Веркович в Россия“, Русчук
- 1889 – „Топографическо-этнографическій очеркъ Македоніи“, Санкт-Петербург
- 1920 – „Сборникъ Верковича. Ι. Народныя пѣсни македонскихъ болгаръ“, Петроград
- 1932 – „Lidové povídky jihomakedonské“, Прага